# Filippo Prosperi
Filippo Prosperi (Artena, 21 luglio 1831 – 1913) è stato un pittore italiano principalmente di soggetti sacri, dipinti in stile neoclassico e nazareno.

## Biografia
La sua famiglia aveva sperato nella scelta di una carriera come medico e, a tal fine, fu inviato a Roma presso suo zio paterno per istruzione. A Roma si iscrisse a filosofia e matematica alla scuola dell'Apollinare. Ma ben presto gravitò sulla pittura e lavorò nello studio di Tommaso Minardi per circa sei anni. Nel 1857, ricevette il premio Clementine per il miglior dipinto di una figura umana per un concorso. Completò alcuni disegni di opere di Raffaello in Vaticano che sono stati utilizzati per delle incisioni. Gli fu anche commissionata la pittura di affreschi per le chiese del Santuario della Madonna del Divino Amore e di San Salvatore in Onda a Roma. In collaborazione con Cesare Mariani, ha decorato la chiesa di Santa Lucia del Gonfalone. Fu poi incaricato nel 1862 di affrescare la cupola della restaurata Basilica Vignola di Santa Maria della Quercia vicino a Viterbo . 
Nel 1872, quando l'Accademia di San Luca, rifiutò di riformarsi in istituto nazionale, il governo fondò l'Istituto di Belle Arti di Ripetta presso la sede del Palazzo camerale. Prosperi ne è stato nominato professore di design e di figura. Prosperi fu anche nominato socio onorario di varie accademie regionali in Ialy e nominato cavaliere, allora commendatore dell'Ordine della Corona d'Italia. Tra i suoi allievi c'erano Umberto Coromaldi, Giuseppe Sacconi, Fausto Vagnetti, Napoleone Parisani e Giuseppe Zanli.